# フリチオフ・ホルムグレーン
フリチオフ・ホルムグレーン（Frithiof Holmgren、1831年 - 1897年）は、スウェーデンの生理学者。

## 生涯
1875年11月15日の早朝、スウェーデンのウプサラ県ラゲルルンドで蒸気機関車が正面衝突して9人が死亡した事故を調査し、
この事故で機関士と給油係は死亡したため、本当にこの２人が色覚異常だったのか調べるすべはなかったのだが、ホルムグレンは色覚異常が原因だったと結論付けた。その後、スウェーデンの鉄道の運転手を検査し、266名中13名が異常であることを発見した。
ラゲルルンドで起きた事故の記録によると、機関士と駅長が規則に違反した運行をしたために、正面衝突という結果を招いたとある。運転士は亡くなったため、彼が本当に色覚異常を持っていたのかは不明。
それを受けて、スウェーデンでは色盲に対する関心が高まっていき、1876年に率先して鉄道員及び船員に色盲検査を施行することの規定を設けた。その翌年、ドイツが、1879年にはオーストリアがこれに倣い、ついで日本でもこれを実施するようになった。

## 主な功績
1877年、「色盲とその鉄道及び船舶との関係」という本を出し、これがヨーロッパ各国に翻訳された。それにより世界各国で、鉄道従事者や船員や軍人、警察官、医師、教員などに制限が始まる。色覚に異常を持つ者はこういう仕事につかないほうがいい、あるいはついてはいけない、といった制限が開始されます。
ホルムグレーンはホルムグレーン色盲検査を考案した。この検査では、色のついたウールの糸かせの中から、基準となる3種類の糸かせと合うものを選択させる。現在でも使用されている。